# Gare du Neubourg
La gare du Neubourg est une gare ferroviaire, fermée, de la ligne d'Évreux-Embranchement à Quetteville, située sur le territoire de la commune du Neubourg, dans le département de l'Eure en région Normandie.

## Situation ferroviaire
Établie à 238 mètres d'altitude, la gare du Neubourg était située au point kilométrique (PK) 131,684 de la ligne d'Évreux-Embranchement à Quetteville, entre les haltes de Sainte-Colombe-la-Campagne et de Villez - Sainte-Opportune.
Elle disposait de trois voies et de deux quais.

## Histoire
La section d'Évreux à Glos-Monfort a été déclarée d'intérêt public le 8 août 1873, et a été mise en service en deux étapes : le 2 janvier 1888 entre Évreux et Le Neubourg, et le 1er juillet 1888 jusqu'à Glos-Montfort. La ligne est fermée aux voyageurs le 26 septembre 1969 et le trafic marchandises est supprimé entre Le Neubourg et Glos-Montfort le 1er février 1971, puis entre Évreux et Le Neubourg le 30 septembre 1990, ce qui entraîne la fermeture définitive de la gare. La section du Neubourg à Glos-Montfort est déclassée le 20 mars 1978, et celle d'Évreux au Neubourg le 11 juillet 1994.

## Patrimoine ferroviaire
Le bâtiment voyageurs d'origine est toujours présent. Réaffecté, il est devenu l'office de tourisme du Pays du Neubourg